# Museo Thyssen-Bornemisza

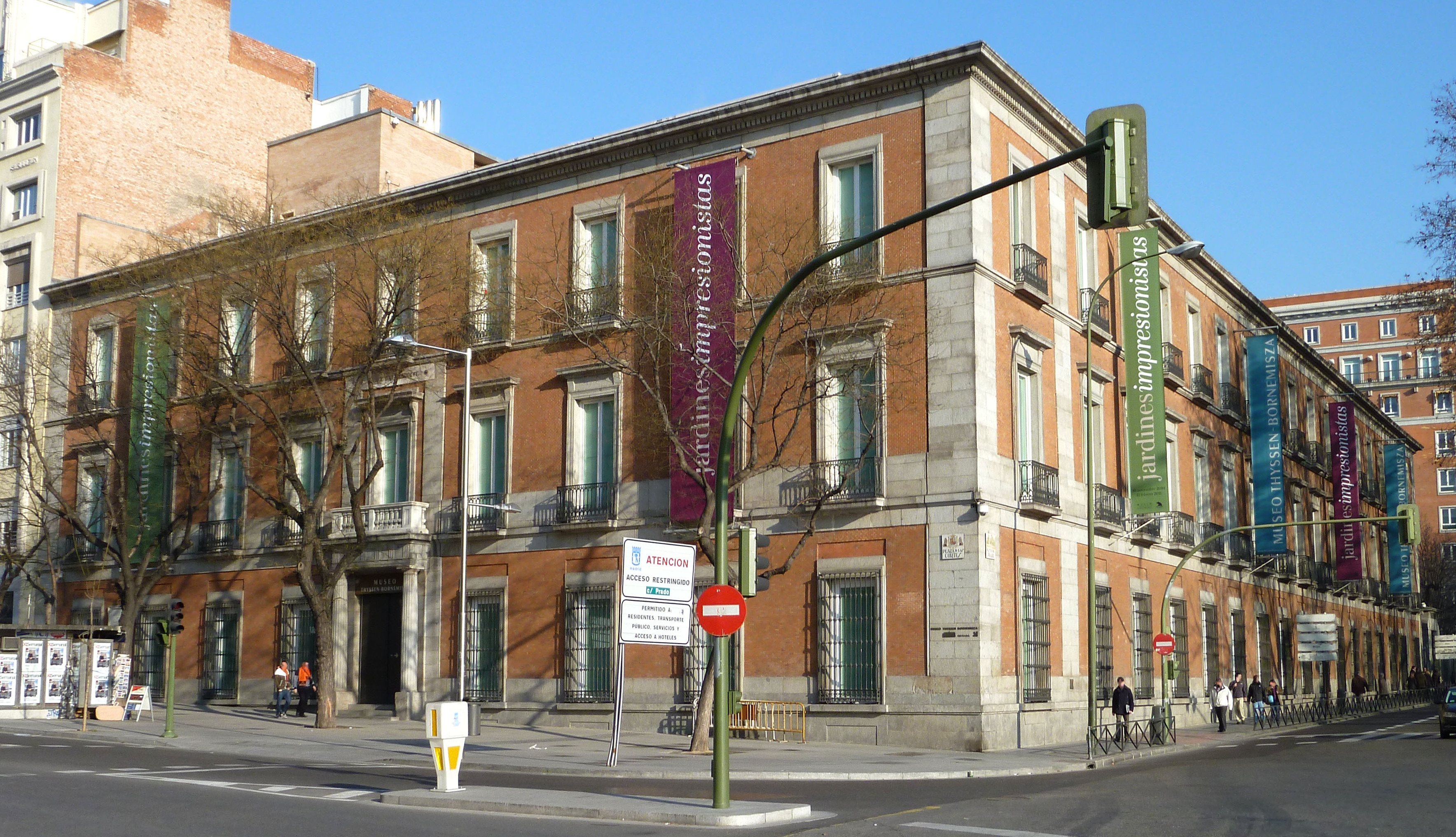
Museo Thyssen-Bornemisza.

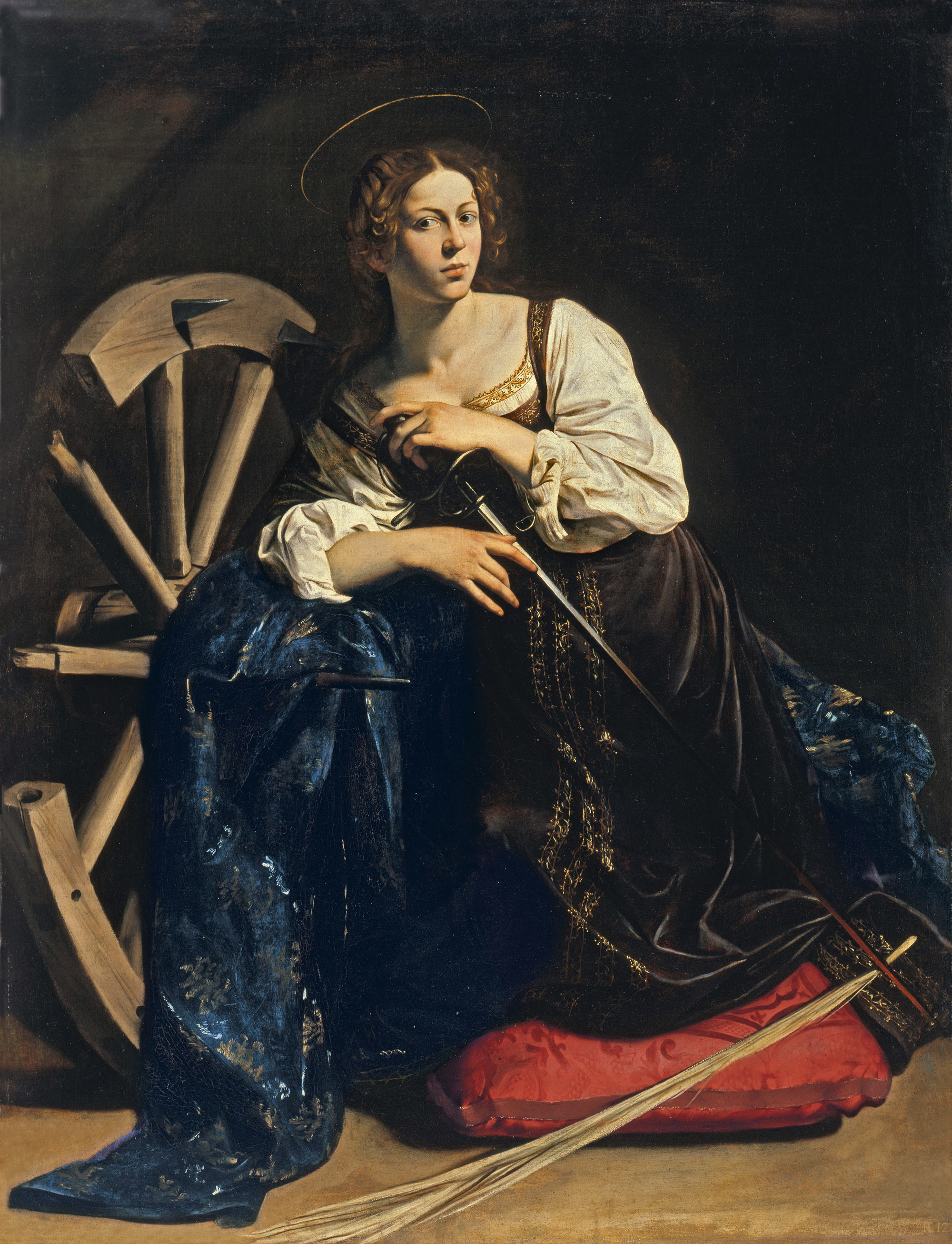
Katarina av Alexandria av Caravaggio.

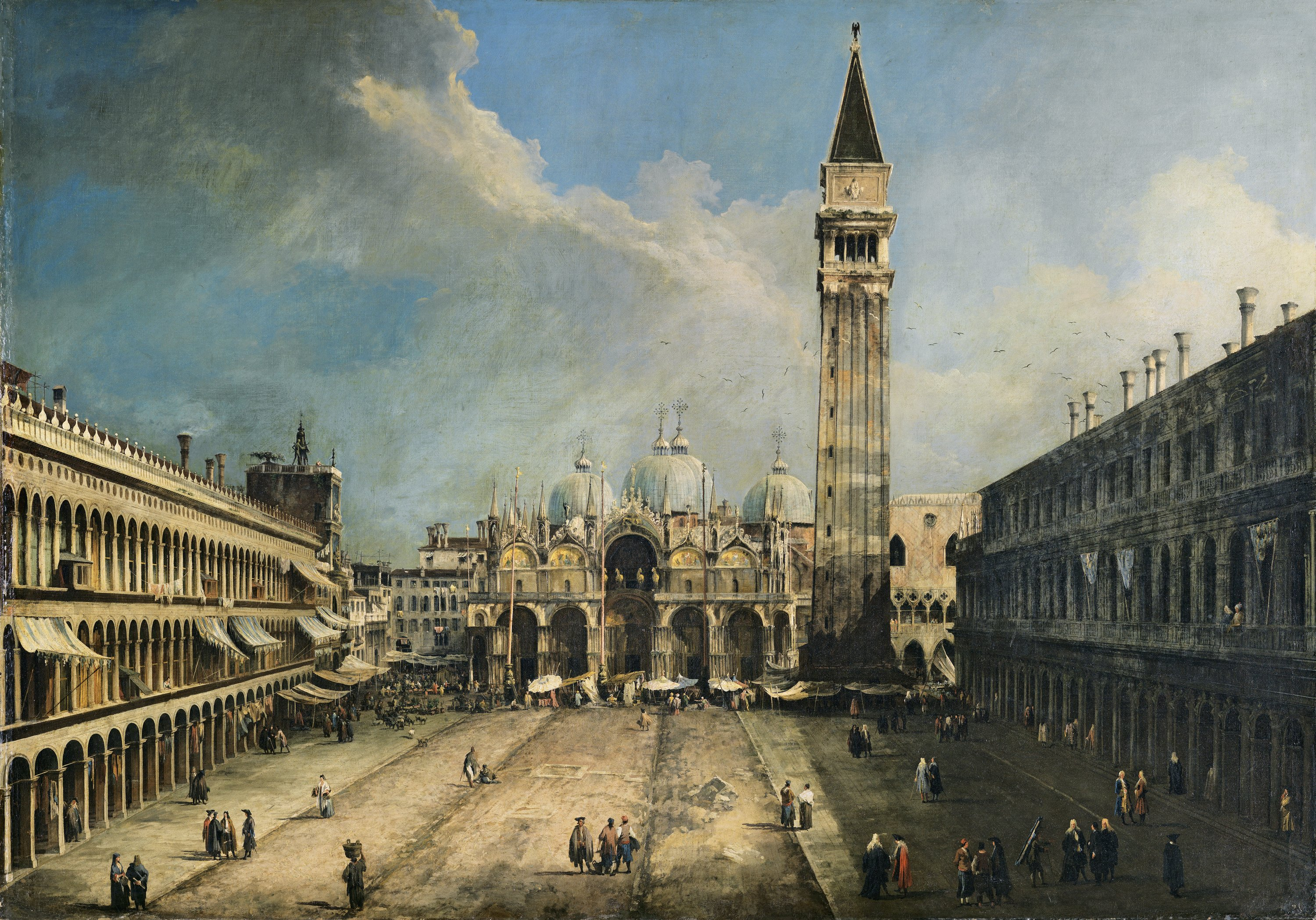
Piazza San Marco av Canaletto.

Museo Thyssen-Bornemisza är ett konstmuseum i centrala Madrid. Museet hyser verk av bland andra Jan van Eyck, Tizian, Giambattista Pittoni, Rubens, Rembrandt, Vincent van Gogh, Monet och Picasso.

## Filial i Málaga
Museet har sedan 2011 filialen Museo Carmen Thyssen i Málaga